# 魯德尼亞-卡爾皮利夫斯卡
51°23′38″N 26°46′46″E / 51.39389°N 26.77944°E
魯德尼亞-卡爾皮利夫斯卡（烏克蘭語：Рудня-Карпилівська），是烏克蘭西部里夫內州的村落，由薩爾內區的克萊西夫市鎮管轄，始建於1750年，面積0.05平方公里，海拔高度154米，2001年人口513，人口密度每平方公里10,260人。